# Phascolosorex
Phascolosorex — рід хижих сумчастих ссавців з родини кволові (Dasyuridae), які мешкають на острові Нова Гвінея.